# Терзич, Милош
Милош Терзич (серб. Милош Терзић) — сербский волейболист, спортсмен сборной Сербии.
Бронзовый призёр ЧМ-2010, играет в клубе и сборной на позиции доигровщика. На этом турнире в основном выходил на замену в концовках партий для усиления приёма. Чаще всего использует "планирующую подачу".
Автор победного очка в финальном матче ЧЕ-2011.
В свободное время любит читать произведения популярного словенского писателя Тоне Селишкара. В сборной играет чаще всего под №6.

## Участие в международных турнирах
| Год  | Турнир           | Место проведения | Результат |
| ---- | ---------------- | ---------------- | --------- |
| 2009 | Чемпионат Европы | Турция           | 5 место   |
| 2010 | Чемпионат мира   | Италия           | 3 место   |
| 2011 | Чемпионат Европы | Австрия, Чехия   | 1 место   |